# 恋する惑星 (花澤香菜の曲)
「恋する惑星」（こいするわくせい）は、花澤香菜の楽曲。岩里祐穂が作詞、北川勝利が作曲を手掛けた。花澤の5枚目のシングルとして2013年12月25日にアニプレックスから発売された。

## 音楽性
作曲を花澤が大好きな北川勝利が手掛けたこともあり、収録曲が決まる前の段階でのデモを聴いた時点で、シングル表題曲であることが分かったという。また、作詞は花澤曰く「等身大（実年齢）に近い感じの雰囲気」を表現するため岩里に制作を依頼したという。
歌詞はタイトル通りラブソング的な内容になっているが、花澤によればクリスマスで恋人と2人で聴けば元気が出る意味合いも込められている。一方初回限定盤と通常盤ともメルヘン調の衣装を着ているが、これは楽曲のテーマが紙芝居を彷彿とさせるため、このような内容で監督に依頼した花澤の雰囲気に会うメルヘン調の衣装を衣装係が選んだためであるという。

## シングルリリース
2013年12月25日にアニプレックスから発売された。花澤のシングルとしては前作「Silent Snow」から約1年ぶりのリリースとなる。
初回生産限定盤（SVWC-7974/5）と通常盤（SVWC-7976）の2種リリースで、初回限定盤には本曲のミュージック・ビデオを収録したDVDが同梱されている。
2曲目「スパニッシュ･アパートメント」は、歌詞中に掛け声を導入するなど全体的に楽しい感じに仕上がっている。しかし途中のキーが高い箇所は掛け声を掛け声を言うだけで苦しかったが、北川がアドバイスした「両手でピース」をしたおかげで楽に歌えたことを明かしている。ちなみにレコーディング時は監視カメラが備えられていたため北川がアドバイスした仕草を行うのは恥ずかしかったという。
3曲目「white christmas」は、タイトル通りクリスマスをテーマとした内容であるが、曲中、ターキーが焼き上がったことを表現するためにオーブンの音を入れるなど、遊び要素のある可愛い曲に仕上がっている。

## シングル収録内容
| #         | タイトル                        | 作詞      | 作曲      | 編曲                                       | 時間  |
| --------- | ------------------------------- | --------- | --------- | ------------------------------------------ | ----- |
| 1.        | 「恋する惑星」                  | 岩里祐穂  | 北川勝利  | 北川勝利、長谷泰宏（ストリングスアレンジ） | 4:54  |
| 2.        | 「スパニッシュ･アパートメント」 | 岩里祐穂  | 沖井礼二  | 沖井礼二                                   | 3:59  |
| 3.        | 「white christmas」             | meg rock  | mito      | 北川勝利、mito                             | 4:04  |
| 4.        | 「恋する惑星 -Instrumental-」   |           |           |                                            | 4:53  |
| 合計時間: | 合計時間:                       | 合計時間: | 合計時間: | 合計時間:                                  | 17:51 |

| #  | タイトル                   | 作詞 | 作曲・編曲 |
| -- | -------------------------- | ---- | ---------- |
| 1. | 「恋する惑星」(Music clip) |      |            |

## チャート
| チャート（2014年）                | 最高位 |
| --------------------------------- | ------ |
| オリコン週間                      | 11     |
| オリコン月間                      | 46     |
| Billboard Japan Hot 100           | 34     |
| Billboard Japan Hot Animation     | 3      |
| Billboard Japan Hot Singles Sales | 10     |
| アニメイト（初回生産限定版）      | 9      |